# ABRIXAS
ABRIXAS (ang. A Broad-band Imaging X-ray All-sky Survey) – niemiecki rentgenowski satelita astronomiczny do przeglądu całego nieba w paśmie 1-10 keV, z rozdzielczością 30 sekund łuku. Misja miała uzupełnić przeglądy nieba w paśmie 0,1-2 keV wykonane przez satelitę ROSAT. 
ABRIXAS, wystrzelony 28 kwietnia 1999, działał zaledwie trzy dni. 1 maja, w wyniku awarii elektrycznej między akumulatorem wykorzystywanym przy starcie a głównym akumulatorem, ten ostatni został uszkodzony. Utracono łączność ze statkiem. Kontakt próbowano nawiązać jeszcze pomiędzy 25 czerwca i 1 lipca, gdy Słońce oświetlało panele ogniw słonecznych, jednak bez powodzenia. Projekt wart 20 mln USD porzucono.
Wyposażenie naukowe satelity stanowił teleskop składający się z 7 teleskopów typu Wolter 1, o ogniskowej 1,6 m. Każdy z nich wykorzystywał pojedynczy detektor CCD o wymiarach 60×60 mm. Była to kopia kamery zastosowanej w satelicie XMM-Newton. Teleskopy dostarczyły placówki akademickie: Max-Planck-Institut für extraterrestrische Physik z Garching i Instytut Astrofizyczny w Poczdamie.
Zakładany czas pracy satelity wynosił 3 lata, spodziewano się odkrycia przynajmniej 10 000 źródeł promieniowania rentgenowskiego.